# Liste der Lokomotiv- und Triebwagenbaureihen der ZSSK
Diese Liste bietet eine Übersicht über die Triebfahrzeug-Baureihen der Železničná spoločnosť Slovensko, a.s. (ZSSK) und der 2005 abgespaltenen Gesellschaft Železničná spoločnosť Cargo Slovakia, a.s. (ZSSK Cargo). Enthalten sind zudem alle Fahrzeuge, die am 1. Januar 1993 mit der Teilung der Tschechoslowakei in die Staaten Tschechien und Slowakei in den Bestand der Železnice Slovenskej republiky (ŽSR) gekommen sind.

## Elektrolokomotiven

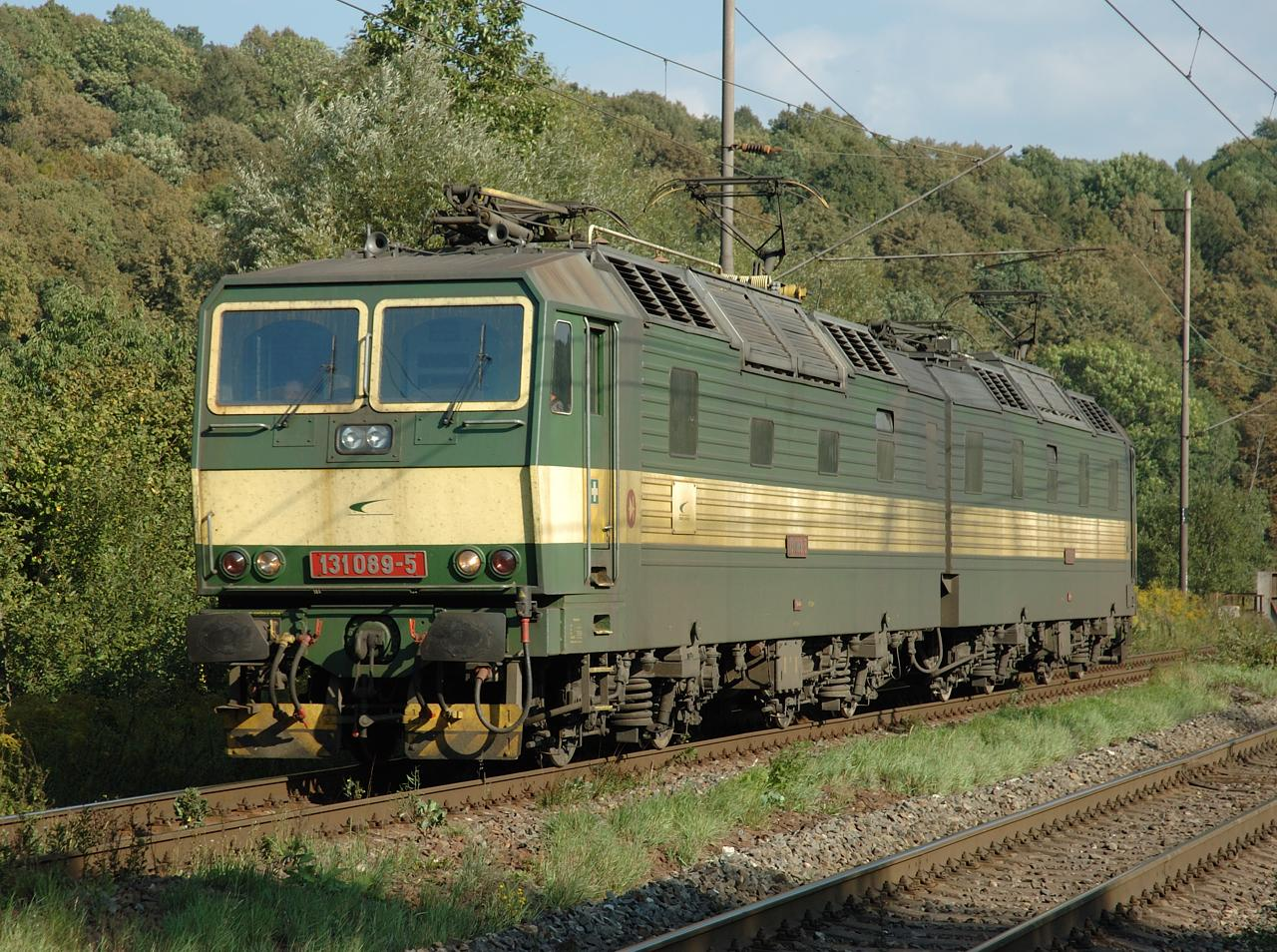
Baureihe 131

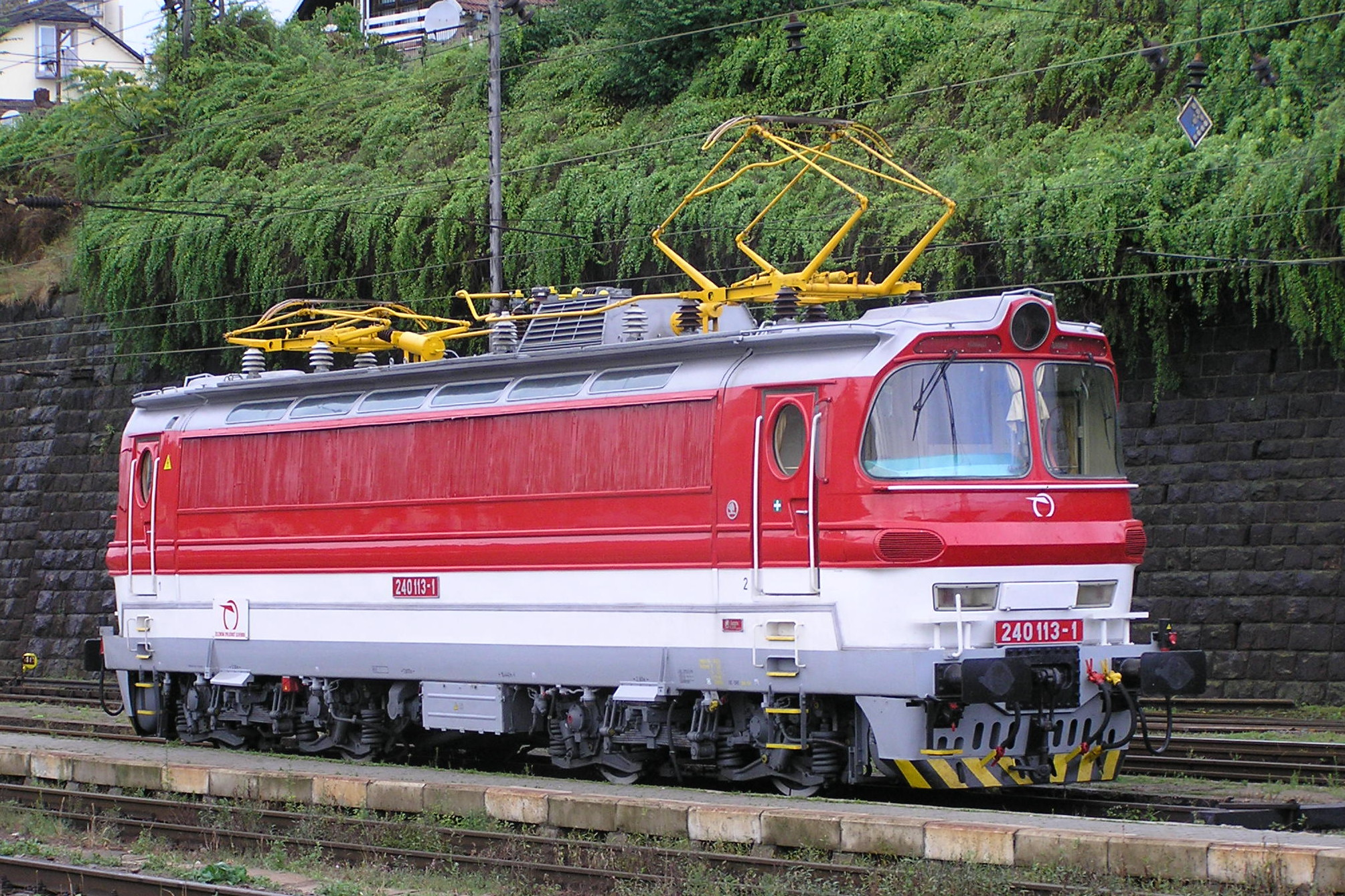
Baureihe 240

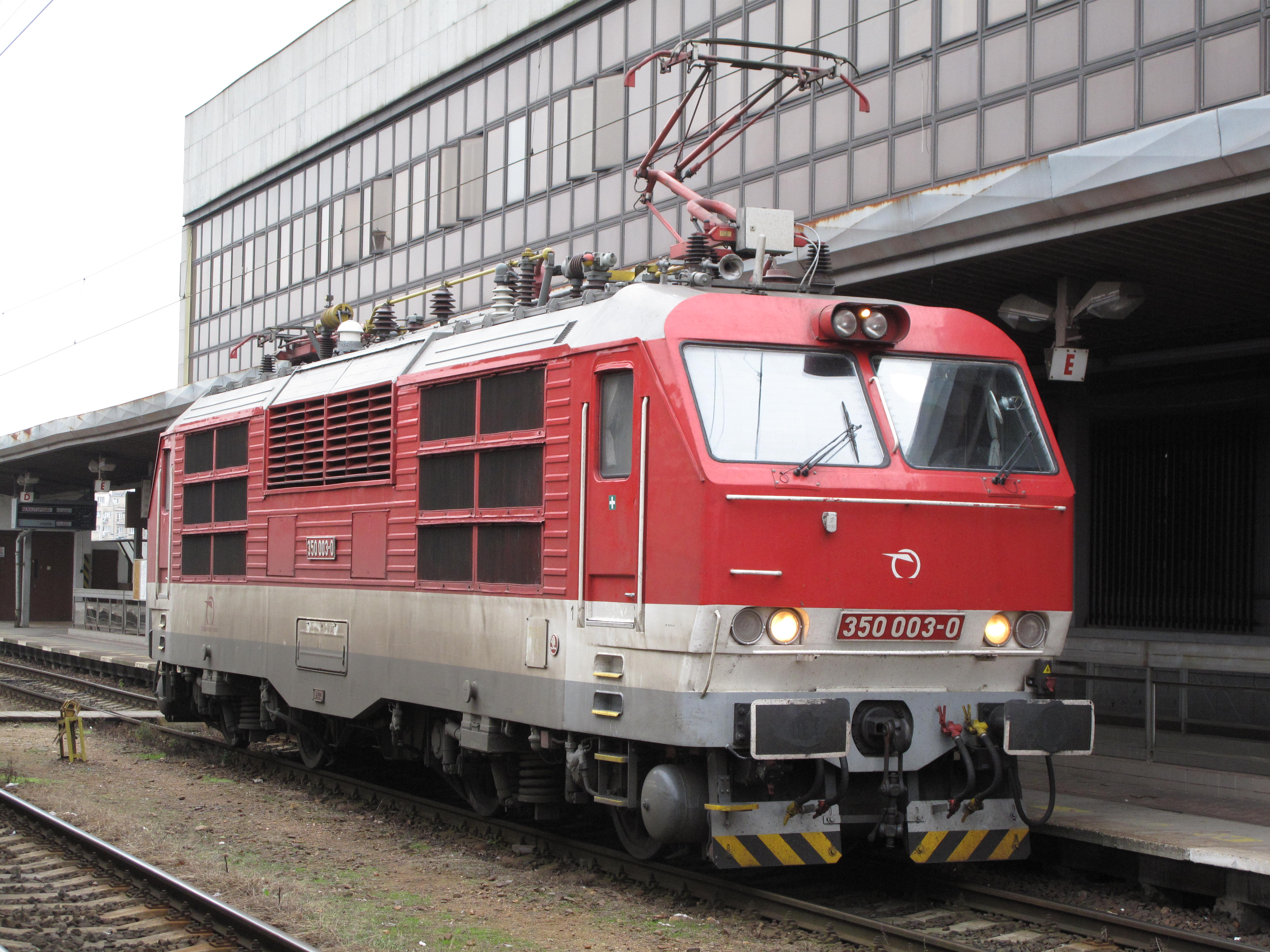
Baureihe 350

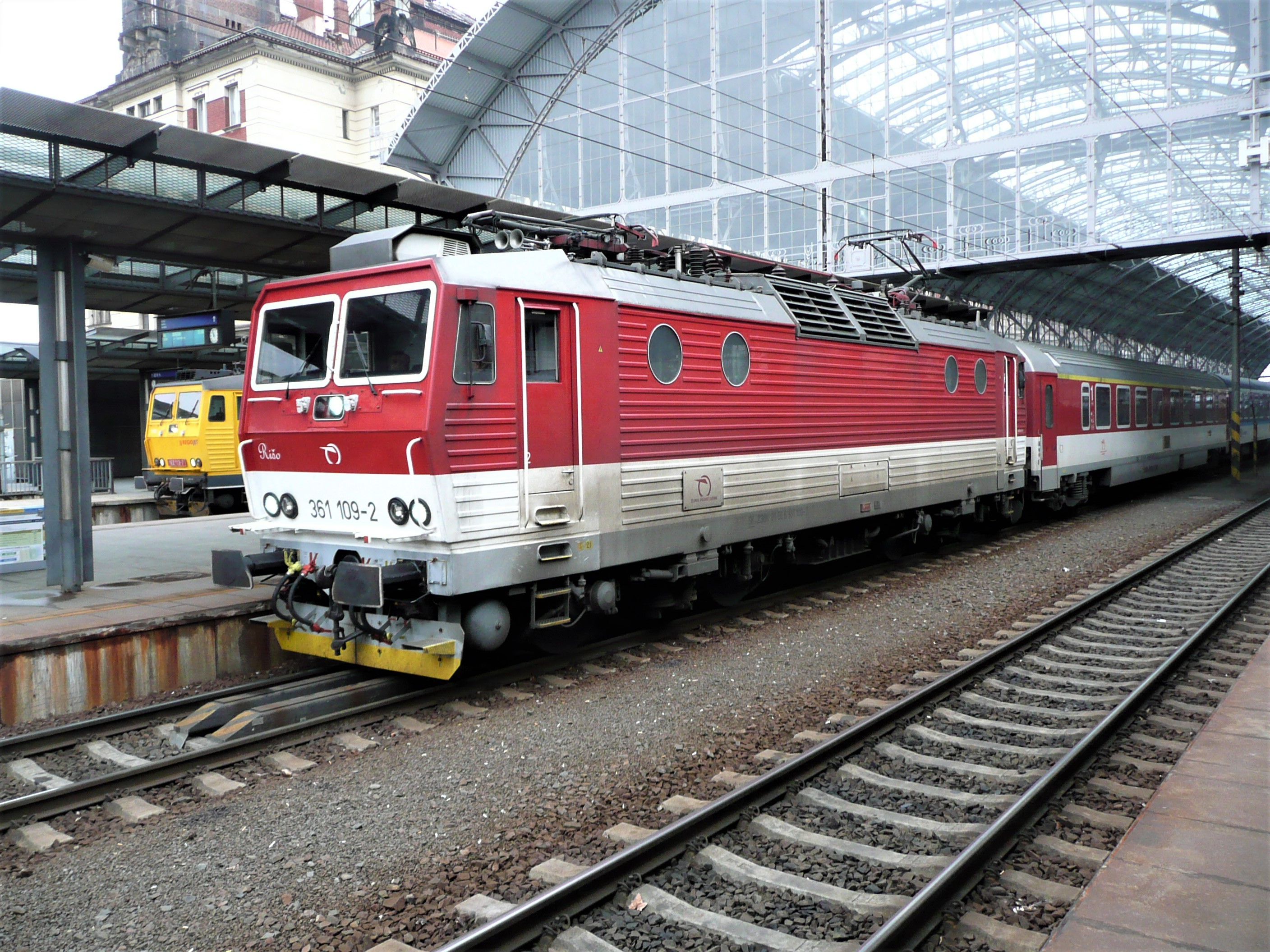
Baureihe 361

### Gleichstromlokomotiven 3 kV
- Baureihe 110 Rangierlokomotive
- Baureihe 121
- Baureihe 125.8
- Baureihe 131
- Baureihe 140
- Baureihe 150
- Baureihe 162
- Baureihe 163
- Baureihe 182
- Baureihe 183

### Wechselstromlokomotiven 25 kV/50 Hz
- Baureihe 209 Rangierlokomotive
- Baureihe 210 Rangierlokomotive
- Baureihe 240
- Baureihe 262 Umbau aus 263, geplant
- Baureihe 263
- Baureihe 280

### Mehrsystemlokomotiven
- Baureihe 350 (25 kV/50 Hz~ und 3 kV=)
- Baureihe 361 Umbau aus 162/163[1]
- Baureihe 362 (25 kV/50 Hz~ und 3 kV=)
- Baureihe 363 (25 kV/50 Hz~ und 3 kV=)
- Baureihe 381 (25 kV/50 Hz~, 15 kV/16,7 Hz~ und 3 kV=)
- Baureihe 383 (25 kV/50 Hz~, 15 kV/16,7 Hz~ und 3 kV=)

## Diesellokomotiven

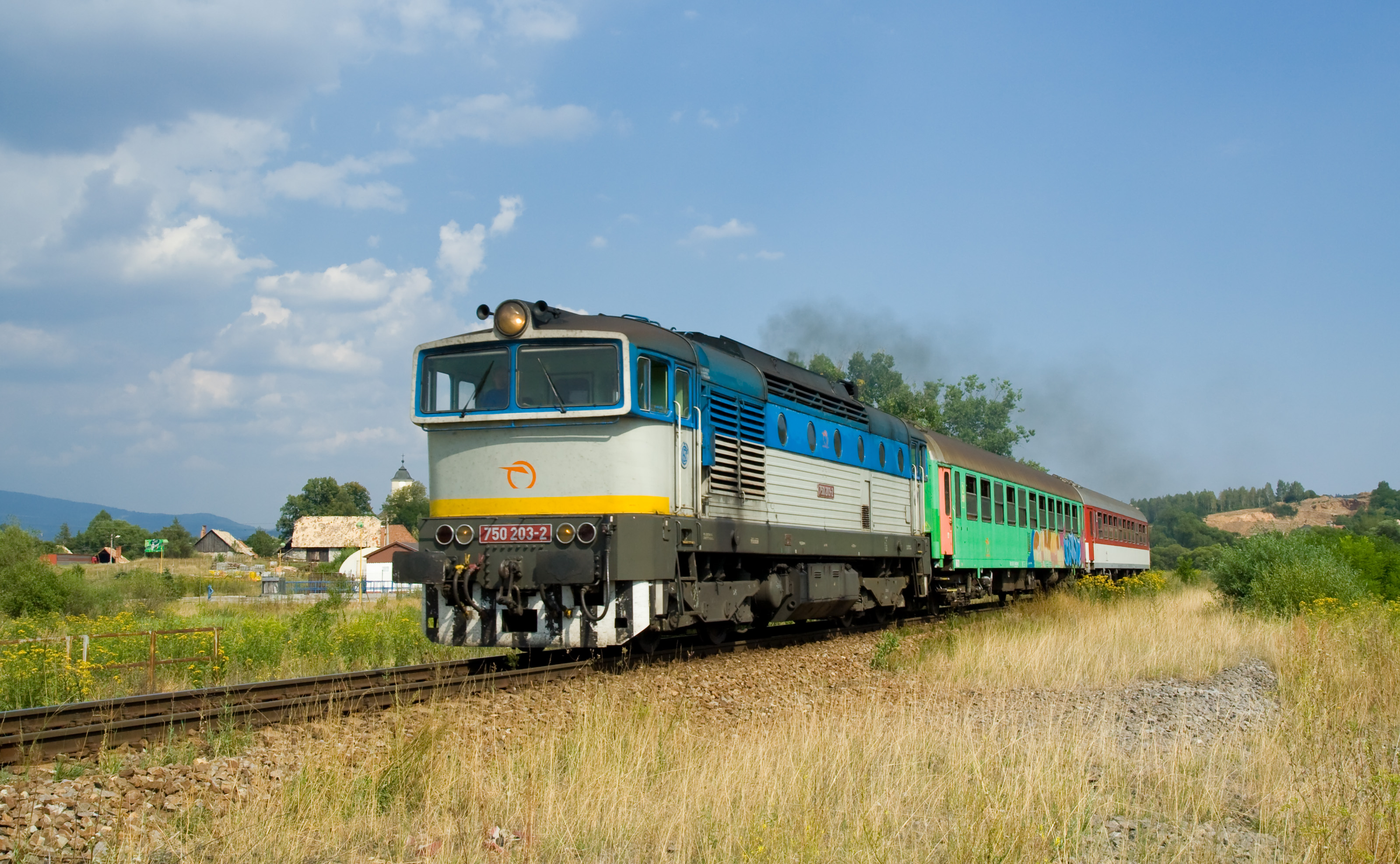
Baureihe 750

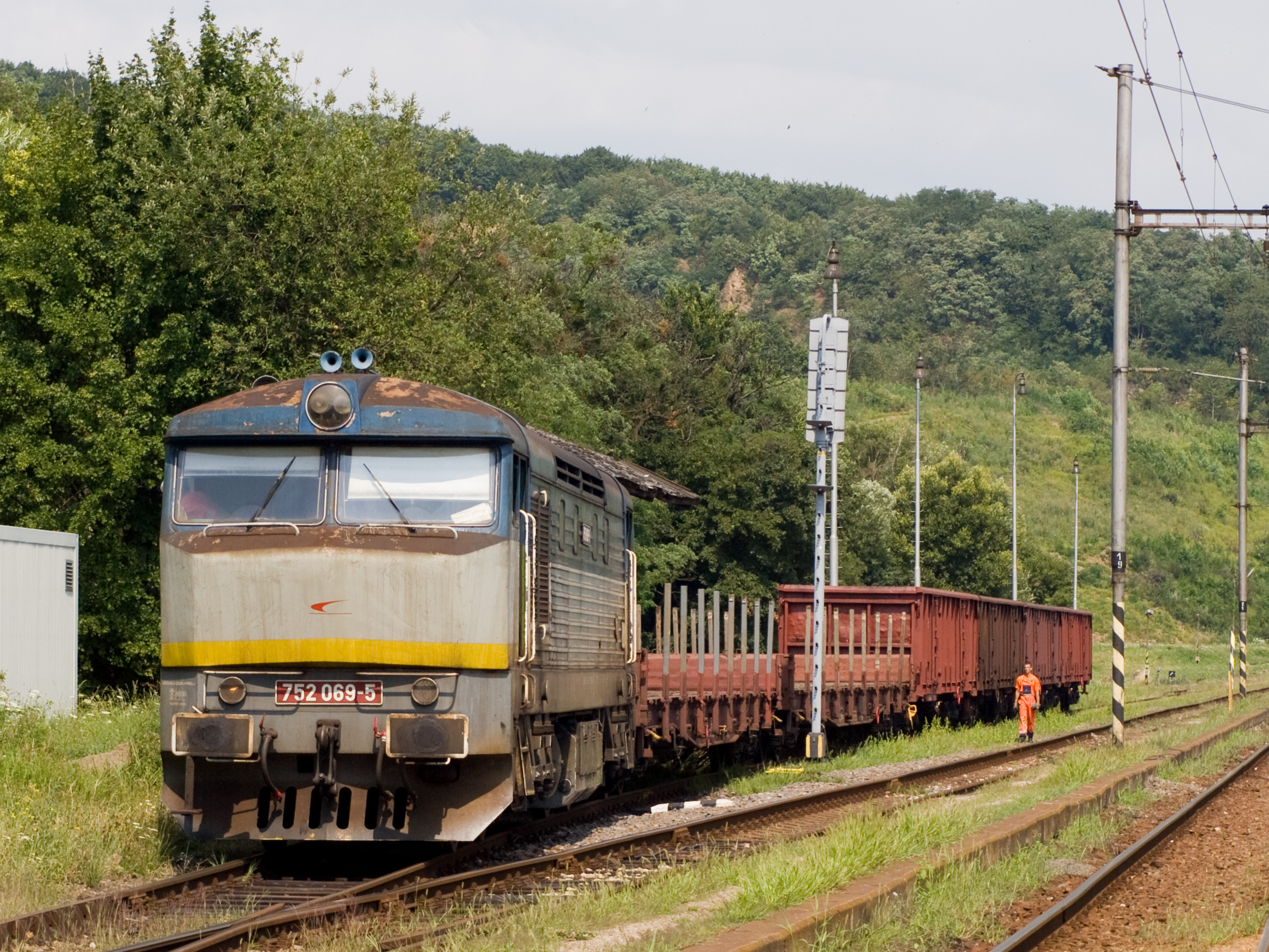
Baureihe 752

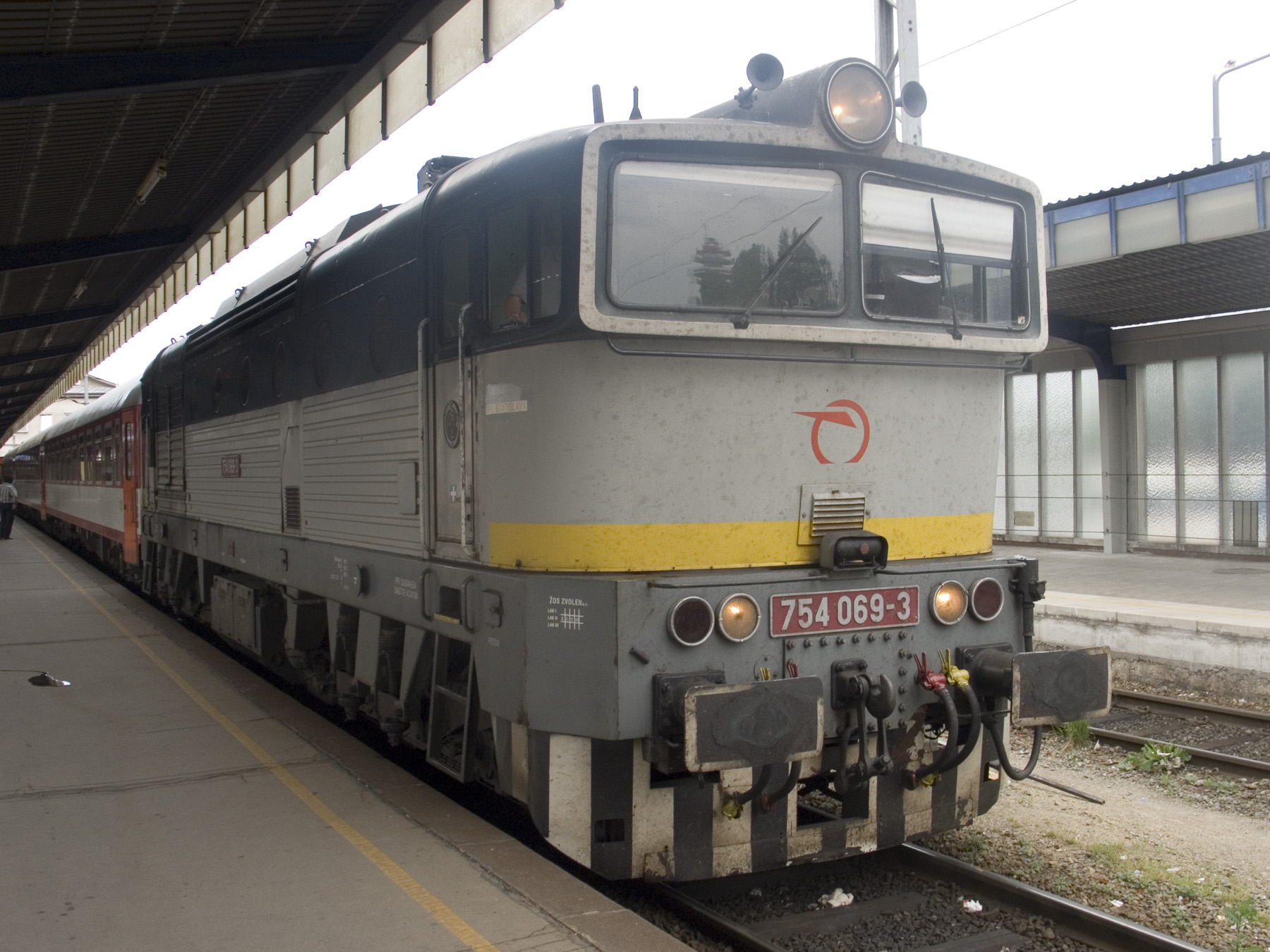
Baureihe 754

### Lokomotiven mit mechanischer Kraftübertragung
- Baureihe 700
- Baureihe 701
- Baureihe 702
- Baureihe 703

### Lokomotiven mit elektrischer Kraftübertragung
- Baureihe 720 (ausgemustert)
- Baureihe 730 (ausgemustert)
- Baureihe 731
- Baureihe 721
- Baureihe 735 (ausgemustert)
- Baureihe 736 modernisierte 735
- Baureihe 742
- Baureihe 749 modernisierte 751 mit elektr. Zugheizung
- Baureihe 750 Taucherbrille bzw. Brillenschlange
- Baureihe 751
- Baureihe 752 Version der 751 ohne Zugheizanlage
- Baureihe 753 modernisierte 750 mit elektr. Zugheizung
- Baureihe 754 Taucherbrille bzw. Brillenschlange
- Baureihe 755 modernisierte BR 750, Prototyp (ausgemustert)
- Baureihe 756 modernisierte 750 ohne Zugheizung für ZSSK Cargo
- Baureihe 757 modernisierte 750 mit elektr. Zugheizung
- Baureihe 770
- Baureihe 771
- Baureihe 775 ohne Heizkessel (ausgemustert)
- Baureihe 776 mit Heizkessel (ausgemustert)
- Baureihe 781 Sergej baugleich mit DR-Baureihe V 200 (ausgemustert)
- Baureihe 781.8 Version der 781; Breitspur 1520 mm (ausgemustert)

### Lokomotiven mit hydraulischer Kraftübertragung
- Baureihe 710
- Baureihe 711 (Rekonstruktion aus T 334)
- Baureihe 725 (ausgemustert)
- Baureihe 726 (ausgemustert)

## Elektrotriebwagen

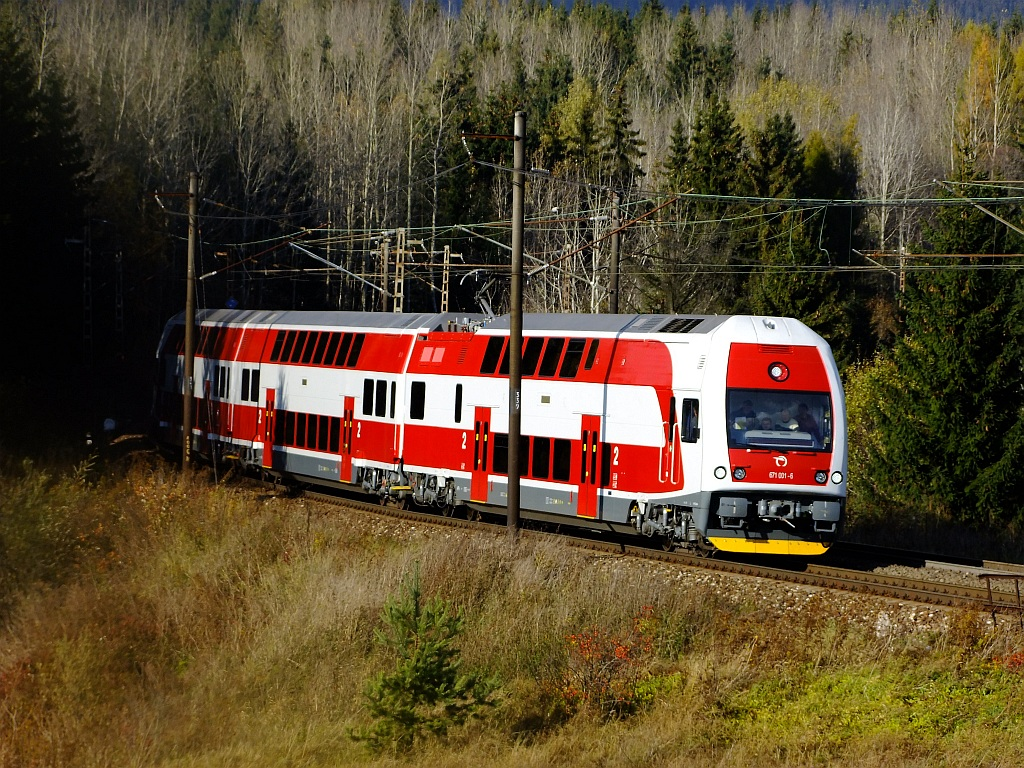
Baureihe 671

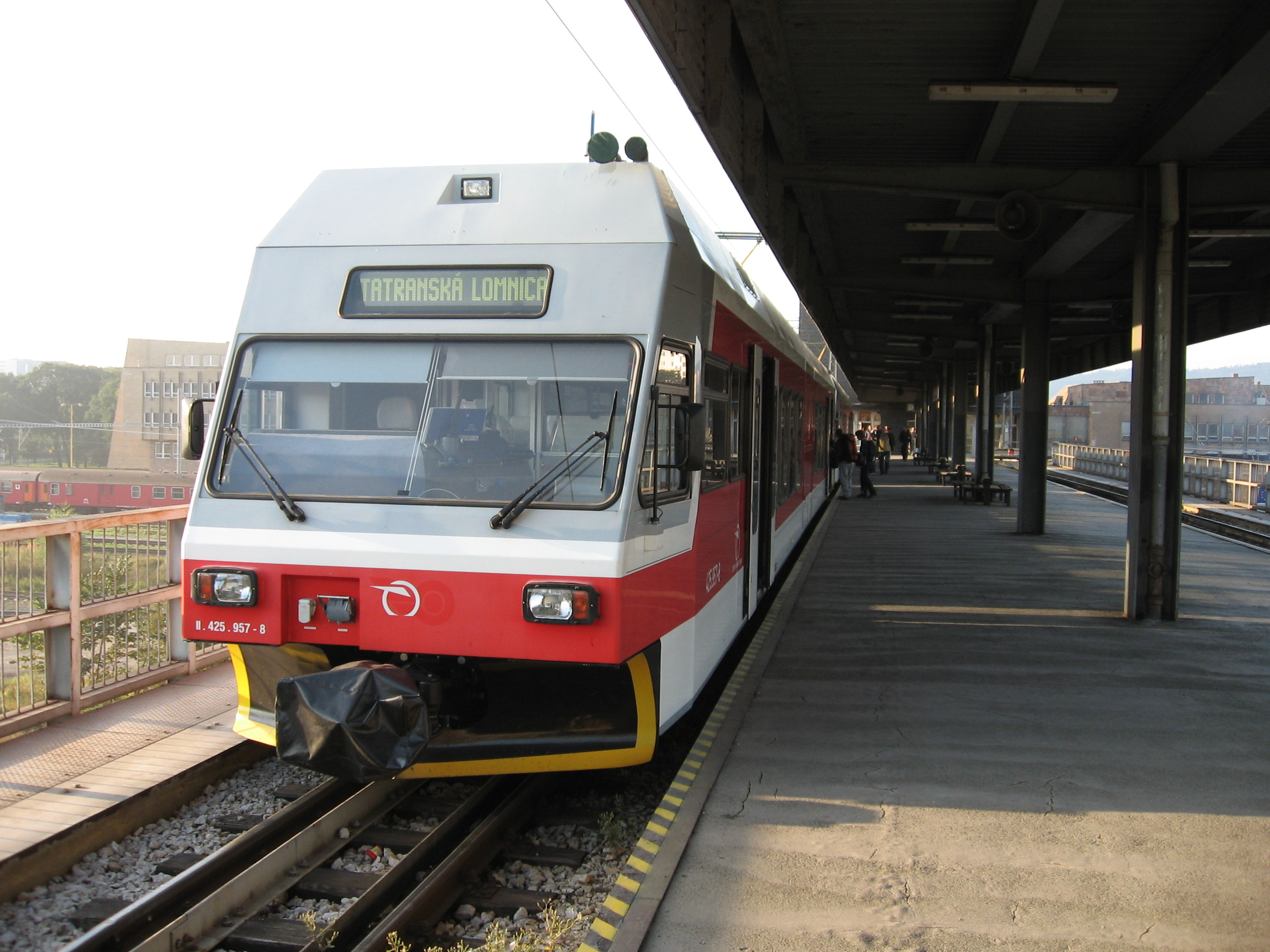
Baureihe 425.95

### Triebwagen 3 kV Gleichspannung
- Baureihe 460

### Triebwagen 25 kV/50 Hz Wechselspannung
- Baureihe 560
- Baureihe 561 (Stadler Kiss)

### Mehrsystem-Triebwagen
- Baureihe 671 Doppelstocktriebzug (25 kV/50 Hz~ bzw. 3 kV=)
- Baureihe 660 Škoda 14Ev, vierteilig (25 kV/50 Hz~ bzw. 3 kV=)
- Baureihe 661 Škoda 14Ev, dreiteilig (25 kV/50 Hz~ bzw. 3 kV=)

### Schmalspurtriebwagen
- Baureihe 405.95 Zahnradbahn Štrba–Štrbské Pleso
- Baureihe 411.90 Schmalspurbahn Trenčianska Tepla-Trenčianske Teplice; Spurweite 760 mm; 600 V Gleichstrom
- Baureihe 420.95 Elektrische Tatrabahn; Spurweite 1000 mm; 1,5 kV Gleichstrom
- Baureihe 425.95 Elektrische Tatrabahn; Spurweite 1000 mm; 1,5 kV Gleichstrom
- Baureihe 495.95 (Stadler GTW) Elektrische Tatrabahn und Zahnradbahn Štrba–Štrbské Pleso; Spurweite 1000 mm; 1,5 kV Gleichstrom

## Verbrennungstriebwagen
- Baureihe 810

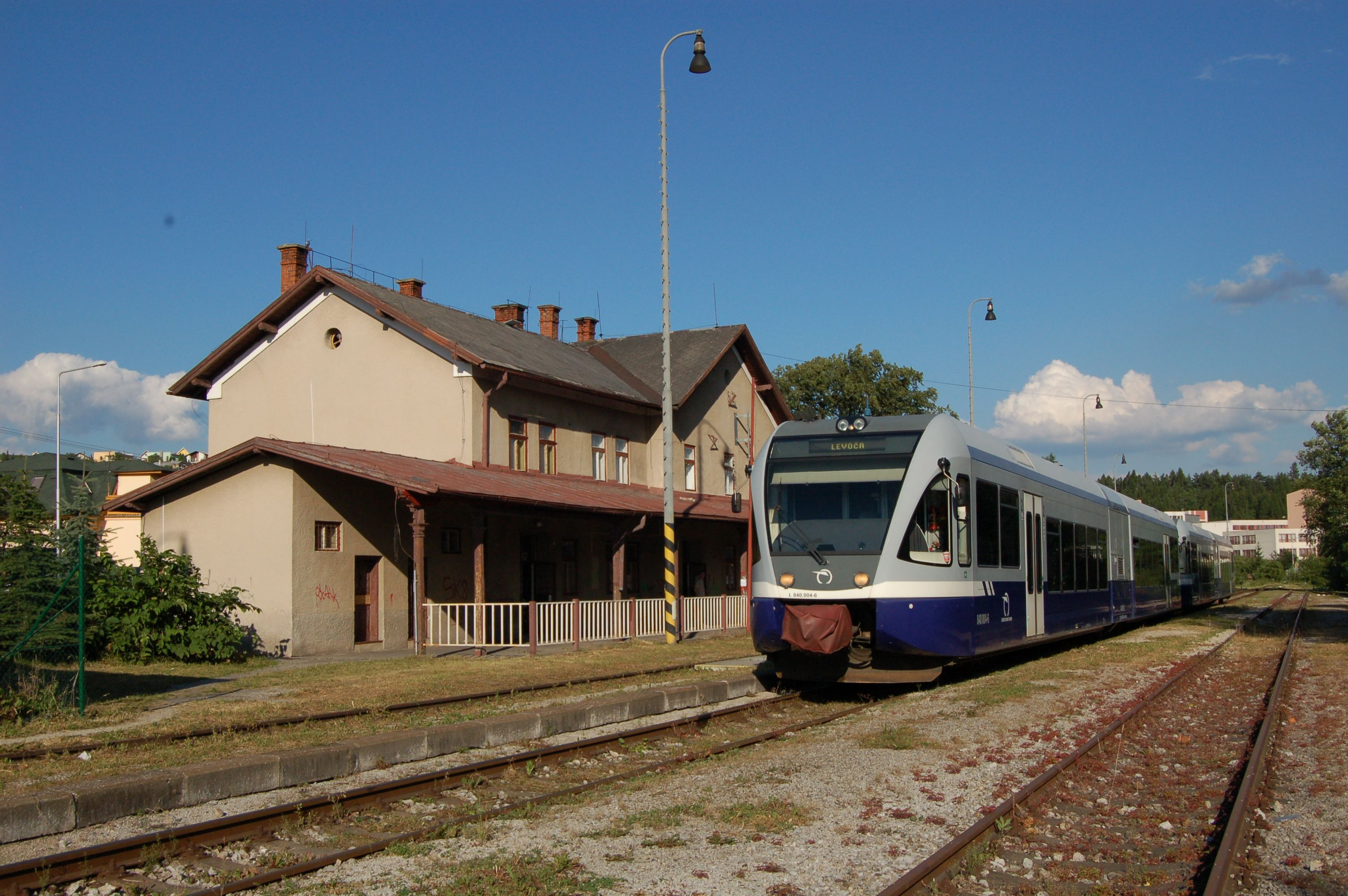
Baureihe 840

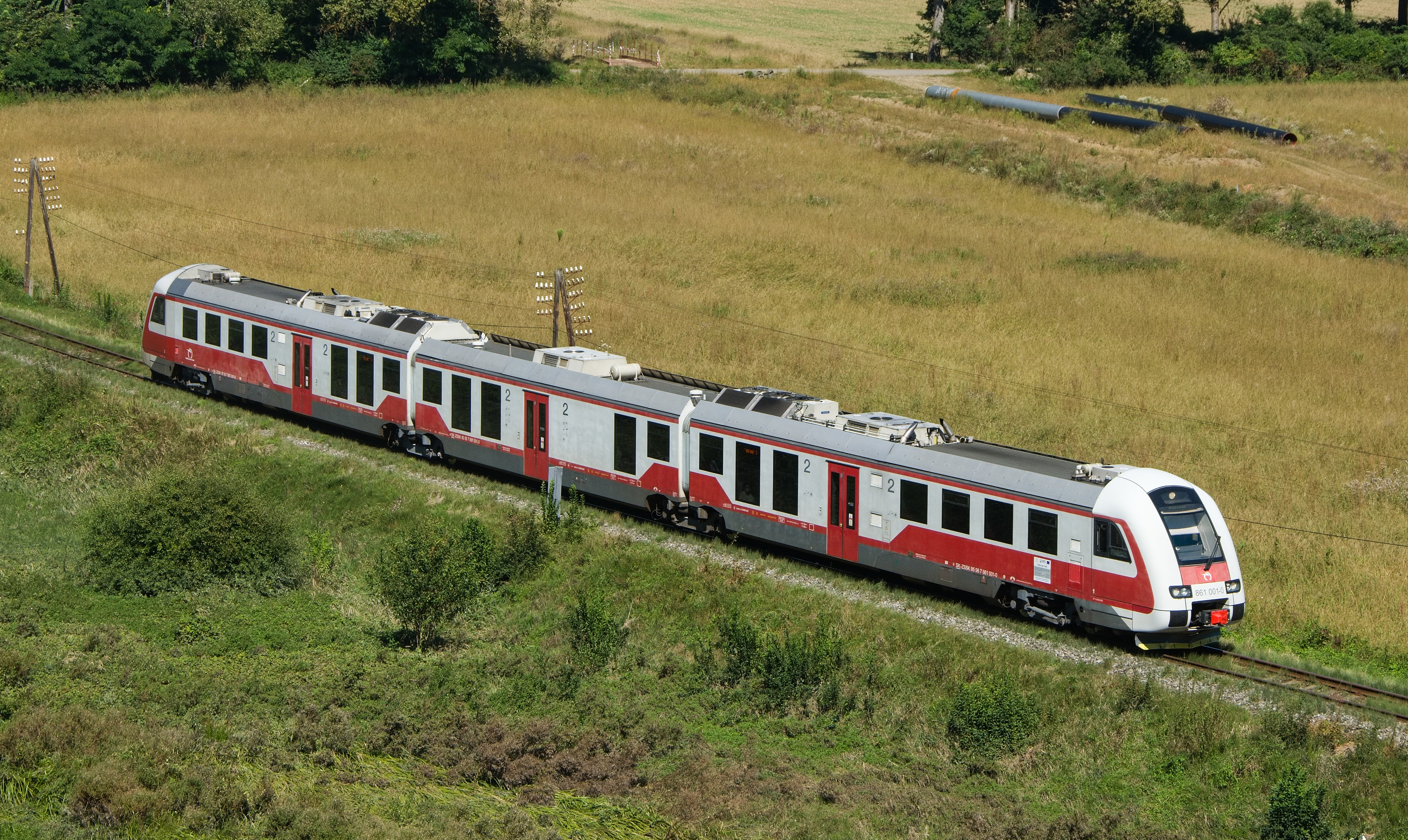
Baureihe 861

- Baureihe 811 modernisierte Baureihe 810
- Baureihe 812 modernisierte Baureihe 810
- Baureihe 813.0 modernisierte Baureihe 810, Doppeleinheit
- Baureihe 813.1 modernisierte Baureihe 810, Doppeleinheit mit Niederflurbereich
- Baureihe 820 (ausgemustert)
- Baureihe 830
- Baureihe 831 modernisierte BR 830
- Baureihe 840
- Baureihe 850
- Baureihe 851
- Baureihe 852
- Baureihe 853
- Baureihe 861